# Tayap
Tayap ist ein kleines Dorf in der Region Centre, in Kamerun, zwischen der Hauptstadt Yaoundé (86 km) und Douala (164 km). Das Dorf gehört zu dem Departement Nyong-et-Kéllé und der Gemeinde Ngog-Mapubi.
Nordwestlich des Regenwaldes des Kongobeckens gelegen, dem zweitgrößten Waldgebiet der Welt nach dem Amazonas-Regenwald, leidet auch das Dorf Tayap unter der Entwaldung, die das ganze Land betrifft, verursacht unter anderem durch den Bevölkerungszuwachs, den Ausbau der Forstwirtschaft, das Sammeln von Feuerholz und die Brandrodung.
Seit 2011 kommt in Tayap ein Pilotprogramm zur Förderung der Agrarökologie et des Ökotourismus zum Einsatz, welches die biologische Vielfalt des Landes sowie die Entwicklung einkommensfördernder Aktivitäten für seine Bewohner unterstützen soll.

## Geographie

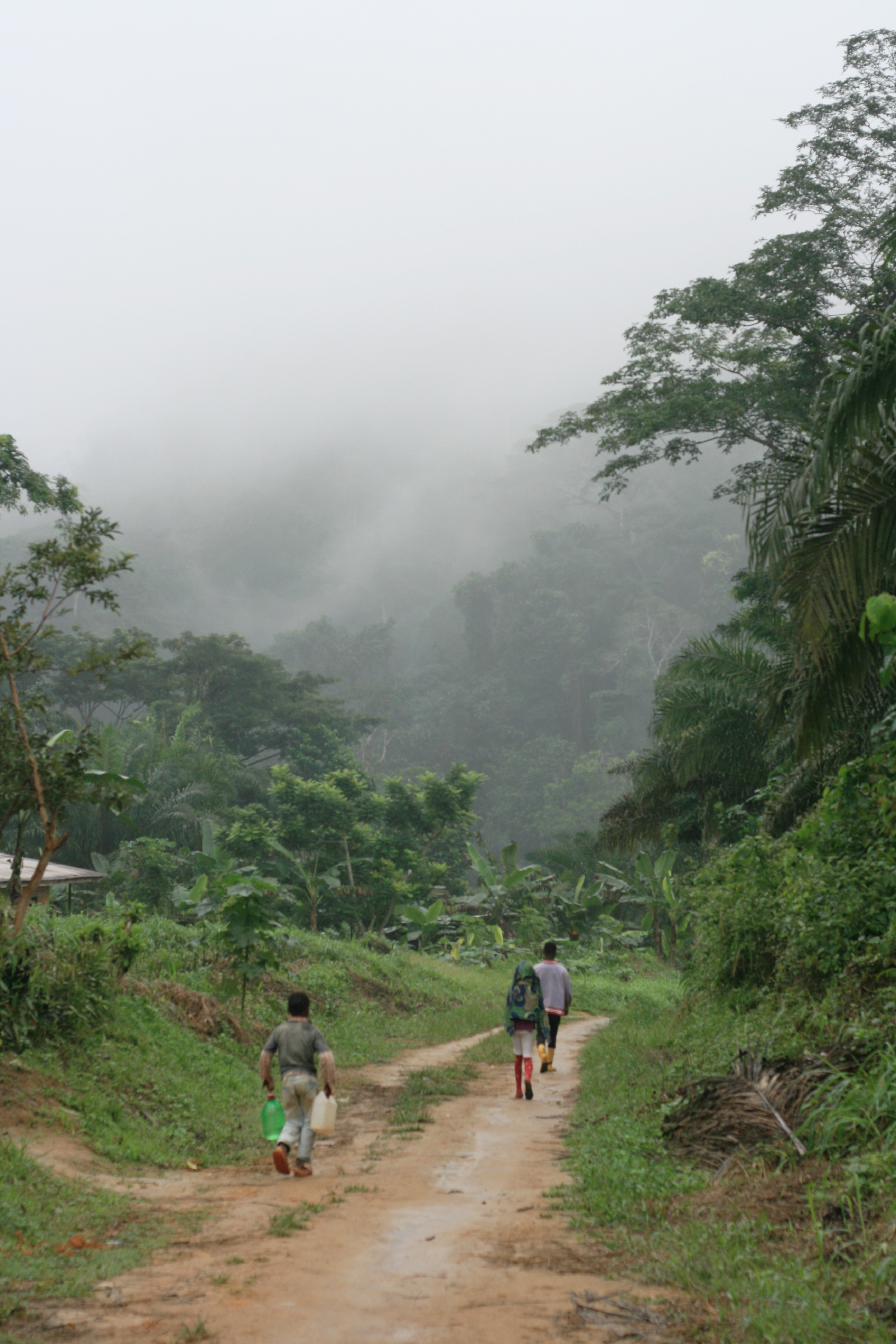
Ländliche Piste

### Geographische Lage
Das Dorf Tayap befindet sich auf den Längen- und Breitengraden 3°49°2.067’’N und 10°54'5.106’’O. Tayap grenzt an die Dörfer Omog und Mamb im Norden, Mamb Kelle und Song Mpeck im Westen, Lamal Pougue im Osten und Nlep be und Ngong im Süden.
Tayap liegt 86 km von Yaoundé entfernt (12 km von Boumnyebel über die Staatsstraße N°3 Douala-Yaoundé) und erstreckt sich entlang einer 10 Kilometer langen Piste, die den Anschluss an die Schnellstraße Douala-Yaoundé bildet. Tayap ist mit der Staatsstraße N°3 durch eine ländliche Piste verbunden, die unregelmäßig unterhalten wird und während der Regenzeit nur schwer zu befahren ist. Der Eingang zum Dorf Tayap befindet sich auf Höhe des Dorfes Omog, auf der Staatsstraße N°3, die Douala und Yaoundé verbindet. Tayap liegt 6 Kilometer von Omog entfernt.

### Klima
In Tayap herrscht ein feuchtes Äquatorial-Klima mit vier Jahreszeiten: zwei Trockenzeiten und zwei Regenzeiten. Die Hauptregenzeit erstreckt sich von August bis Oktober und eine kleinere Regenzeit von März bis Mai. Die große Trockenzeit dauert von November bis Februar und die kleine Trockenzeit von Juni bis Juli. Die nächste Wetterstation befindet sich in Éséka, rund 20 km südwestlich von Tayap. Die durchschnittliche Jahrestemperatur beträgt 25 °C. Die jährliche Niederschlagsmenge variiert zwischen 1500 und 2500 mm.

### Geologie und Speläologie

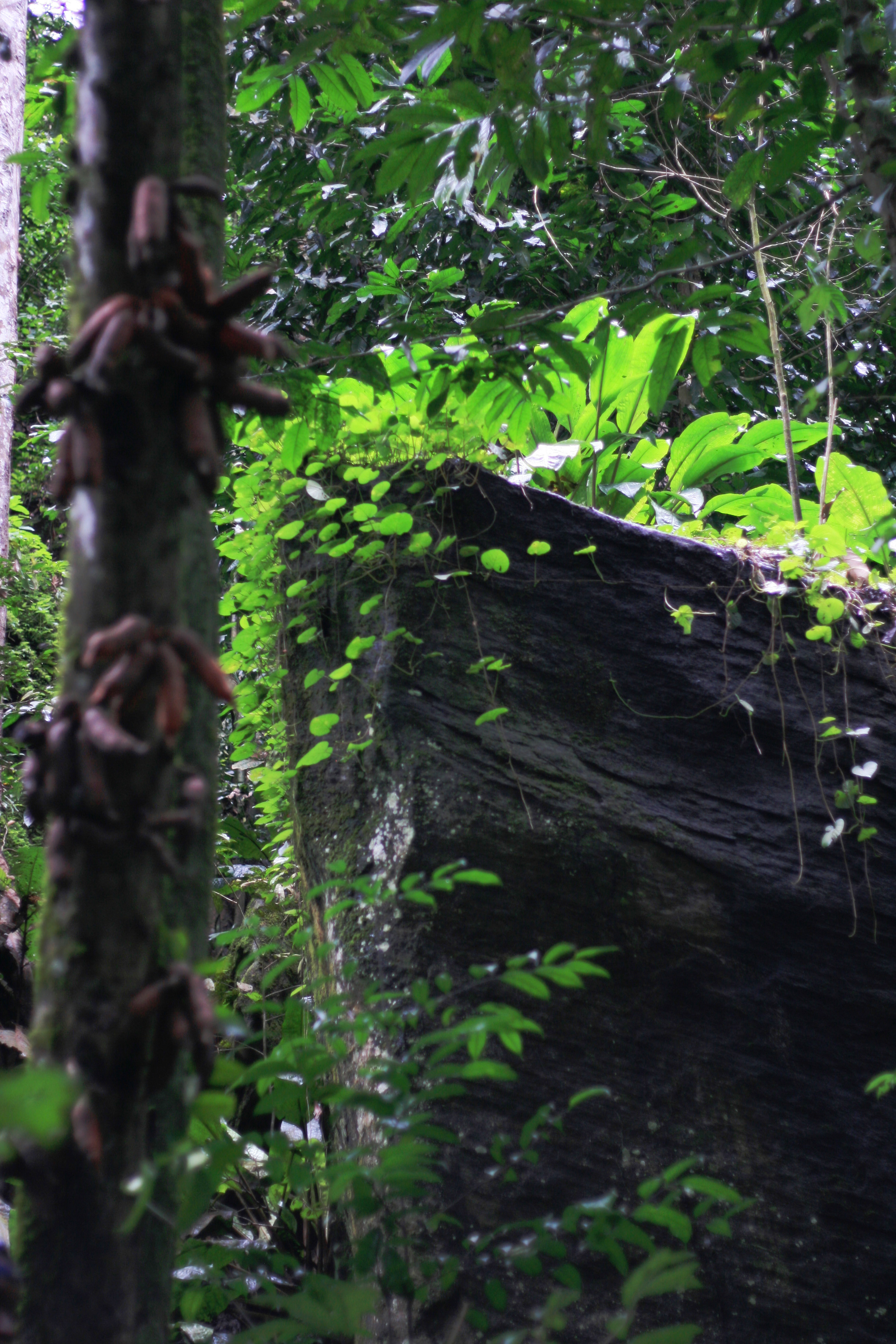
Felsformation

Das Dorf Tayap zeichnet sich durch seine Höhenlage von 350 Metern und seine Steilhänge aus. Der Boden ist reich an Kieselgestein (Quarzit) und magmatischen Gesteinen wie Pyroxenit und Glimmerschiefer.
Die Gegend um Tayap ist reich an Höhlen. Auf den auf 544 Meter über Meer liegenden Hügeln befinden sich Höhlen und Felsen, die durch speläologische Urkräfte zu einer beeindruckenden Reihe versetzter Stufen geformt wurden. In einer dieser Höhlen nisten Weißhals-Stelzenkrähen, eine vom Aussterben bedrohte Vogelart. Eine dieser Felsformationen, in Form eines Dreiecks, bildet auf einer Höhe von über 100 Metern ein ideales Versteck und wurde während der Kämpfe um die Unabhängigkeit Kameruns von den Nationalisten als Versteck benutzt.

### Umwelt
Tayap liegt im nordwestlichen Gebiet des Regenwaldes des Kongobeckens. Die Vegetation besteht hauptsächlich aus Waldgebieten. Es gibt zwei Arten von Wäldern: den Primärwald, auf den Gipfeln der Hügel, und den Sekundärwald, ein Ergebnis der Rodung der Urwälder für die Land- und Forstwirtschaft. Die Schäden am Regenwald des Kongobeckens betreffen sehr spezifische Gebiete. Die Entwaldung ist in erster Linie auf die stetig wachsende Entwicklung der Forstwirtschaft, für Kamerun eine wirtschaftliche Alternative für die sinkenden Kakao- und Kaffeepreise, wichtigste Einkommensquelle des Landes im Jahre 1990, zurückzuführen aber auch auf die Brandrodung, eine gängige Praxis in den tropischen Waldgebieten. Die jährliche Abholzungsmenge in Kamerun beträgt zwischen 0,5 und 1,2 Prozent. Die geschätzte jährliche Abholzungsmenge beträgt in absoluten Werten zwischen 80.000 und 200.000 Hektar. Aktuell verfügt das Dorf noch über 1400 Hektar Wald bis zu 1 200 Meter ü. M., das heißt ungefähr 30 % seiner Gesamtfläche. Der Wald besteht hauptsächlich auf den Gipfeln der Hügel.

## Geschichte
Nach dem Zweiten Weltkrieg wird Kamerun unter französisch-britisches Treuhandmandat gestellt und erhält, ebenso wie Togo, den Status eines mit der französischen Union assoziierten Landes. Ab den Jahren 1940 und 1950, spielt die Union des Populations du Cameroun (UPC, Union der Völker Kameruns), eine nationale Befreiungsbewegung, angeführt von Ruben Um Nyobè, eine maßgebende Rolle im Kampf Kameruns um die Unabhängigkeit. Nach heftigen Kämpfen, bei denen viele Kameruner ums Leben kamen, wird 1955 die UPC aufgelöst und seine Anführer bilden eine Widerstandsgruppe. Das Gebiet um Tayap wurde zu einem der von Ruben Um Nyobé angeführten Widerstandszentren im Lande der Bassa. Gemäß Achille Mbembe, Historiker des Postkolonialismus, zählte das Dorf Omog ab dem Jahre 1956 ungefähr fünfzehn Bauern, die dem Widerstand beigetreten waren.

## Administration und Politik
Tayap ist eine Chefferie dritten Grades. In Kamerun bilden die Chefferien die verschiedenen Stufen der administrativen Verwaltungsorganisation. Vor der Kolonialisierung bildeten die Chefferien Mikrostaaten, sie können ersten, zweiten oder dritten Grades sein, je nach territorialem oder geschichtlichem Status. Das letzte Oberhaupt des Dorfes, Yogo Germain François, verstarb am 17. Juni 2008. Seitdem blieb das Dorf ohne Oberhaupt. Freie, transparente Wahlen sollen von der Verwaltung Kameruns organisiert werden, damit das Dorf wieder ein demokratisch gewähltes Oberhaupt hat. Betrieb, Verwaltung und Entwicklung des Dorfes stehen aktuell unter der Führung des Vereins «Association des ressortissants des villages d’Omog et de Tayap» (AROTAD), einer Vereinigung der Bewohner der Dörfer Omog und Tayap.
Es gibt in dem Dorf zwei Parteien: die Union des populations du Cameroun (UPC, Union der Völker Kameruns) und den Rassemblement Démocratique du Peuple Camerounais (RDPC). Bei den letzten Parlaments- und Kommunalwahlen, die am 30. September 2013 in Kamerun stattfanden, erhielt die UPC 32 % der Stimmen und der RDPC 68 %.

## Bevölkerung und Gesellschaft

### Demographie

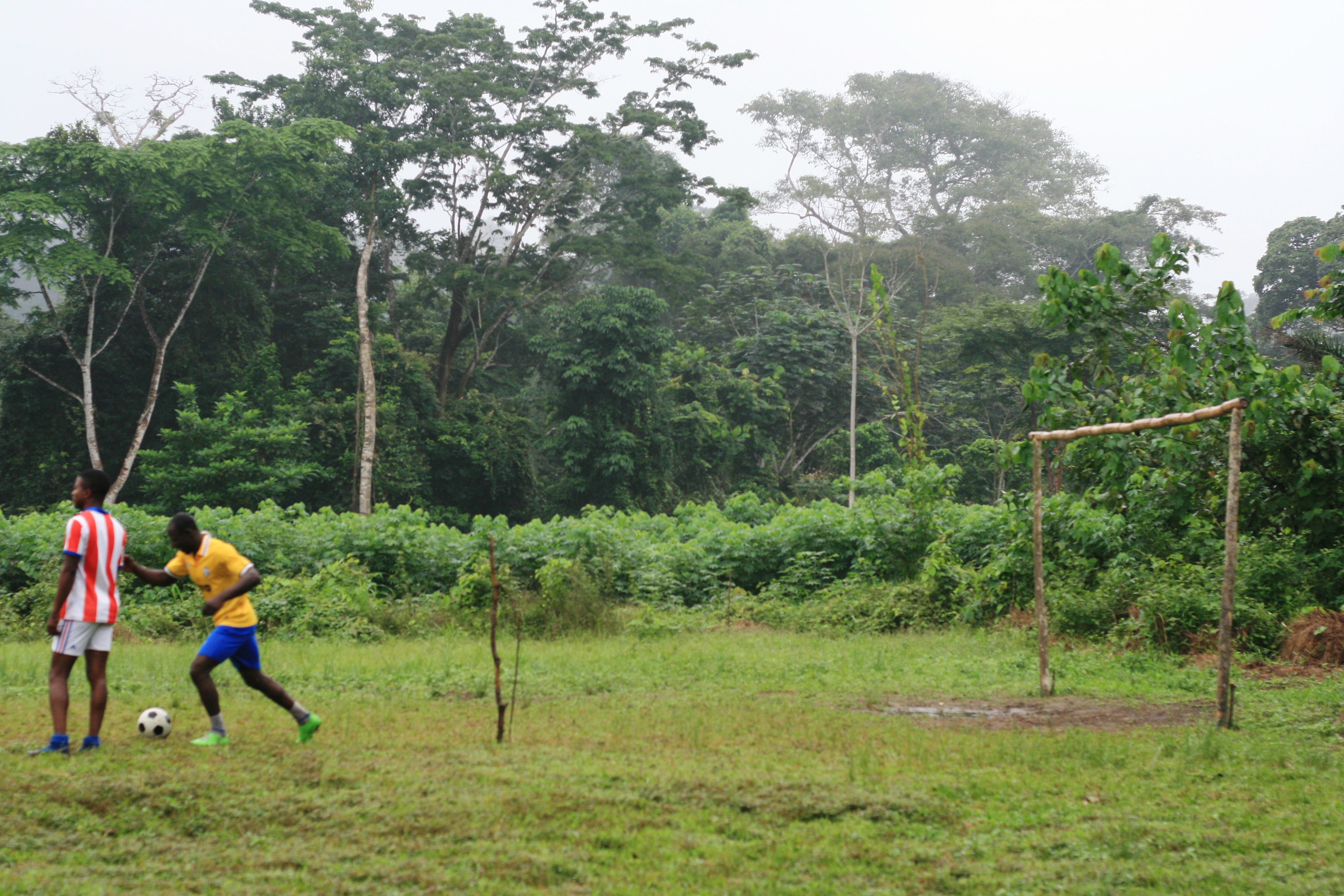
Fußballplatz

Bei der letzten Volkszählung im Jahr 2010 zählte Tayap 254 Einwohner (57 Haushalte), davon 132 Männer (52 %) und 122 Frauen (48 %). Die Einwohnerzahl Tayaps entspricht 2,5 % der Bevölkerung der Gemeinde Ngog Mapubi. Die Bevölkerung ist überwiegend jung und gehört zum Stamm der Bassa, wobei eine Minderheit (8 %) anderen Stämmen Kameruns angehört (Bamenda, Bamileke, Hausa, Béti). Sie ist über eine Vielzahl kleiner Weiler entlang der Straßen und Pisten verteilt. Diese liegen zwischen 0,5 und 2 km voneinander entfernt. Tayap und Libolo sind die beiden wichtigsten Dörfer. Das gesamte Dorf zählt ungefähr sechzig Häuser.

### Gesundheitswesen
Tayap verfügt über keine Gesundheitseinrichtung. Das nächste Gesundheitszentrum befindet sich in Boumnyebel, 12 km von Tayap entfernt. Das nächstgelegene Krankenhaus ist in Yaoundé (86 km von Tayap).

### Andere grundlegende soziale Leistungen
Drei Bohrlöcher oder Brunnen, die mit Handpumpen betätigt werden, versorgen das Dorf Tayap mit Trinkwasser. Das Wasser wird dann mit Eimern oder Kanistern bis zu den jeweiligen Verwendungsorten gebracht. Obwohl eine Hochspannungsleitung am Dorfe Omog vorbeiführt, wird Tayap nicht mit Strom versorgt. Die Entwicklung Tayaps wird durch die fehlende Stromversorgung erheblich behindert. Die sehr schwachen Winde erlauben auch keine Windkraftanlagen. Außerdem gibt es in der Nähe des Dorfes auch keine Bäche oder Flüsse mit Wasserkraftpotenzial (Außer ungefähr 8 km entfernt, nur über einen Busch-Pfad zugänglich).

## Bildung

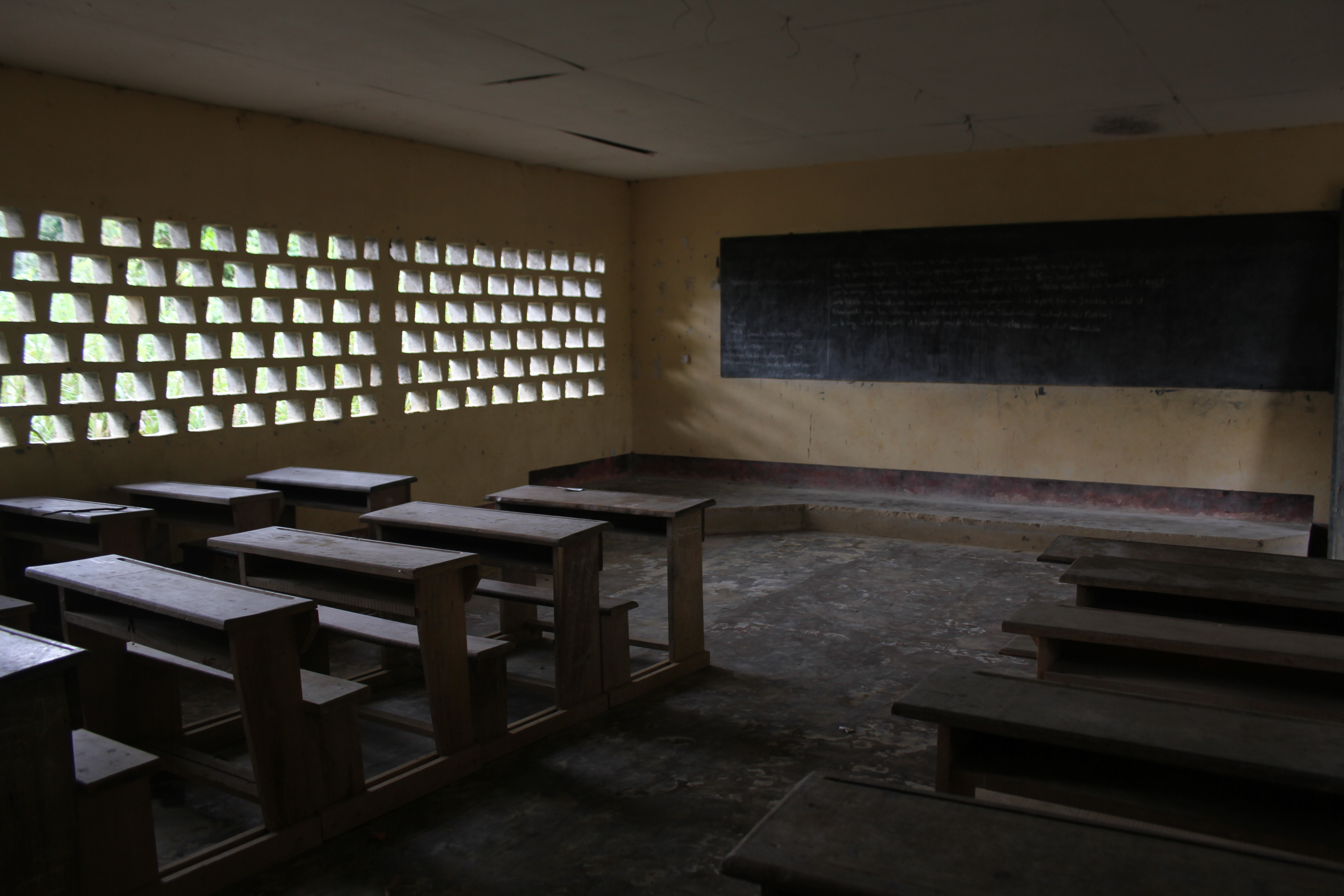
Klassenzimmer

2003 bauten die Bewohner Tayaps eine Grundschule. Im ersten Jahr nach der Eröffnung besuchten 34 Schüler ab 6 Jahren die Schule und, seit 2010, 75 Schüler. Die Schule befindet sich auf halbem Weg (rund 1,5 km) zwischen den Dörfern Libolo und Tayap. Im April 2006 stimmte die Regierung Kameruns zwei weiteren Klassenzimmern zu, womit die öffentliche Grundschule in Tayap über vier Klassenzimmer verfügt. In jeder Klasse werden zwei Stufen unterrichtet, somit ist der Unterricht der sechs Stufen der Grundschule gewährleistet. Nach der Grundschule besuchen die Schüler des Dorfes die weiterführenden Schulen in Lamal-Pougoue oder in Mamb.

## Religion
Die Bevölkerung in Tayap ist mehrheitlich christlich und gehört dem katholischen oder protestantischen Glauben an. Es gibt im Dorf zwei Kirchen: die presbyterianische Kirche Kameruns und die katholische Kirche.

## Kultur
Die Bevölkerung von Tayap ist eng mit den folgenden vier Elementen ihrer Kultur verbunden:
- Die traditionelle Küche, mit dem legendären Fischgericht bongo’o tchobi, das mit Tannia, Kochbananen, Maniok oder Maniok-Stäbchen gegessen wird, das lokale Frühstück bestehend aus einem Maniokkuchen mintoumba genannt, und dem traditionellen Palmwein.

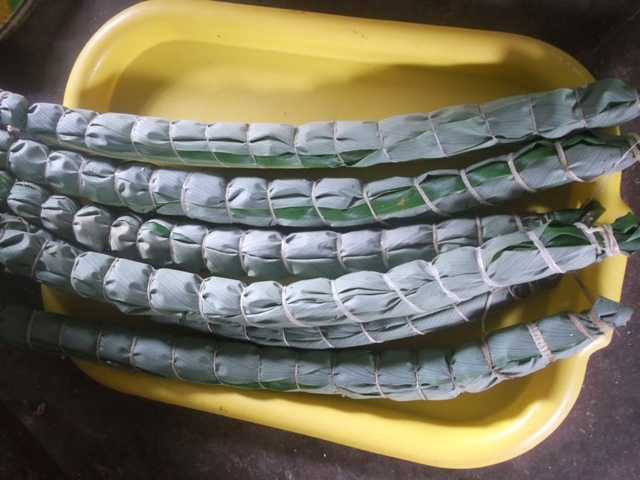
Maniok-Stäbchen
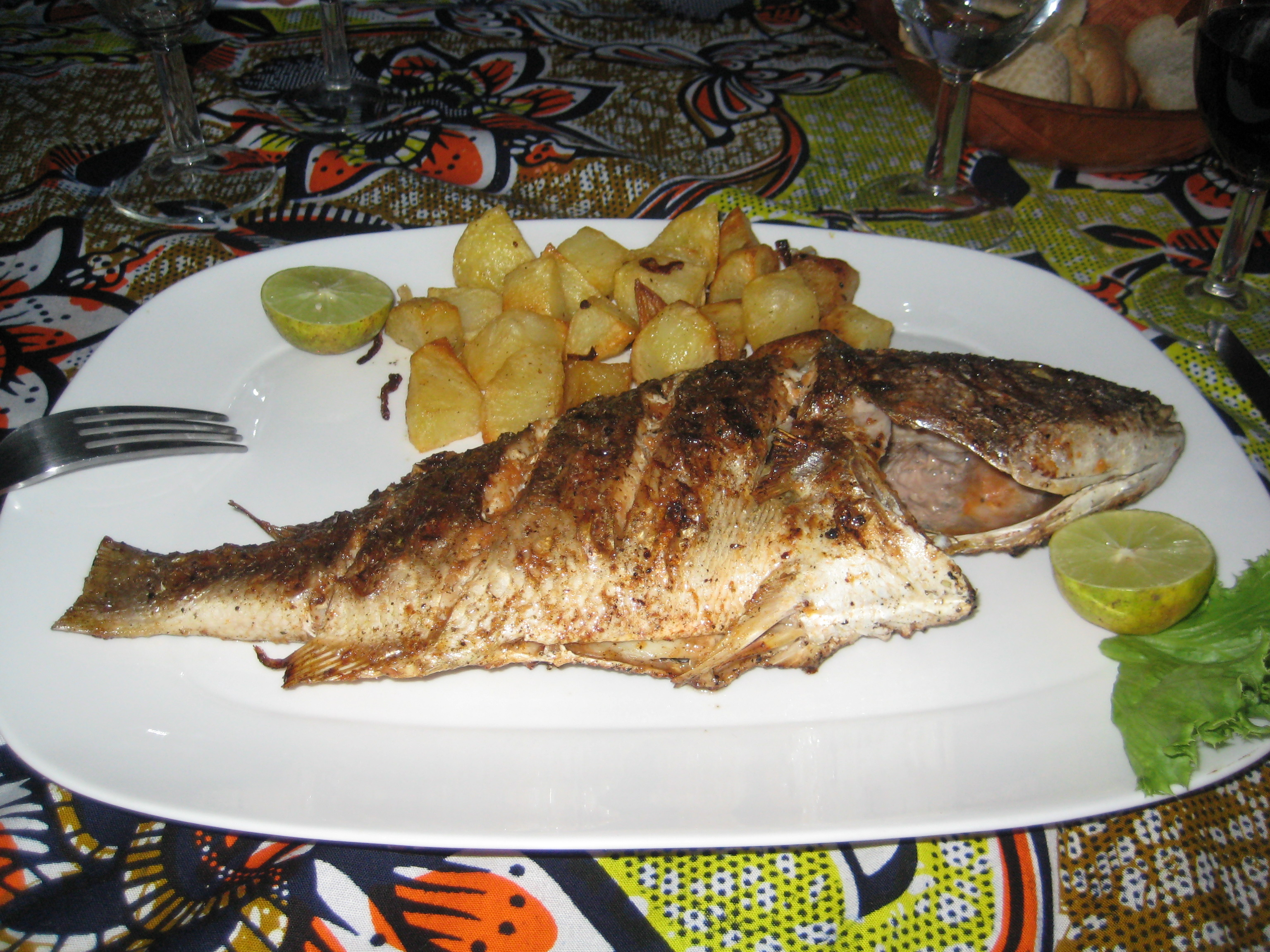
Gebratener Fisch
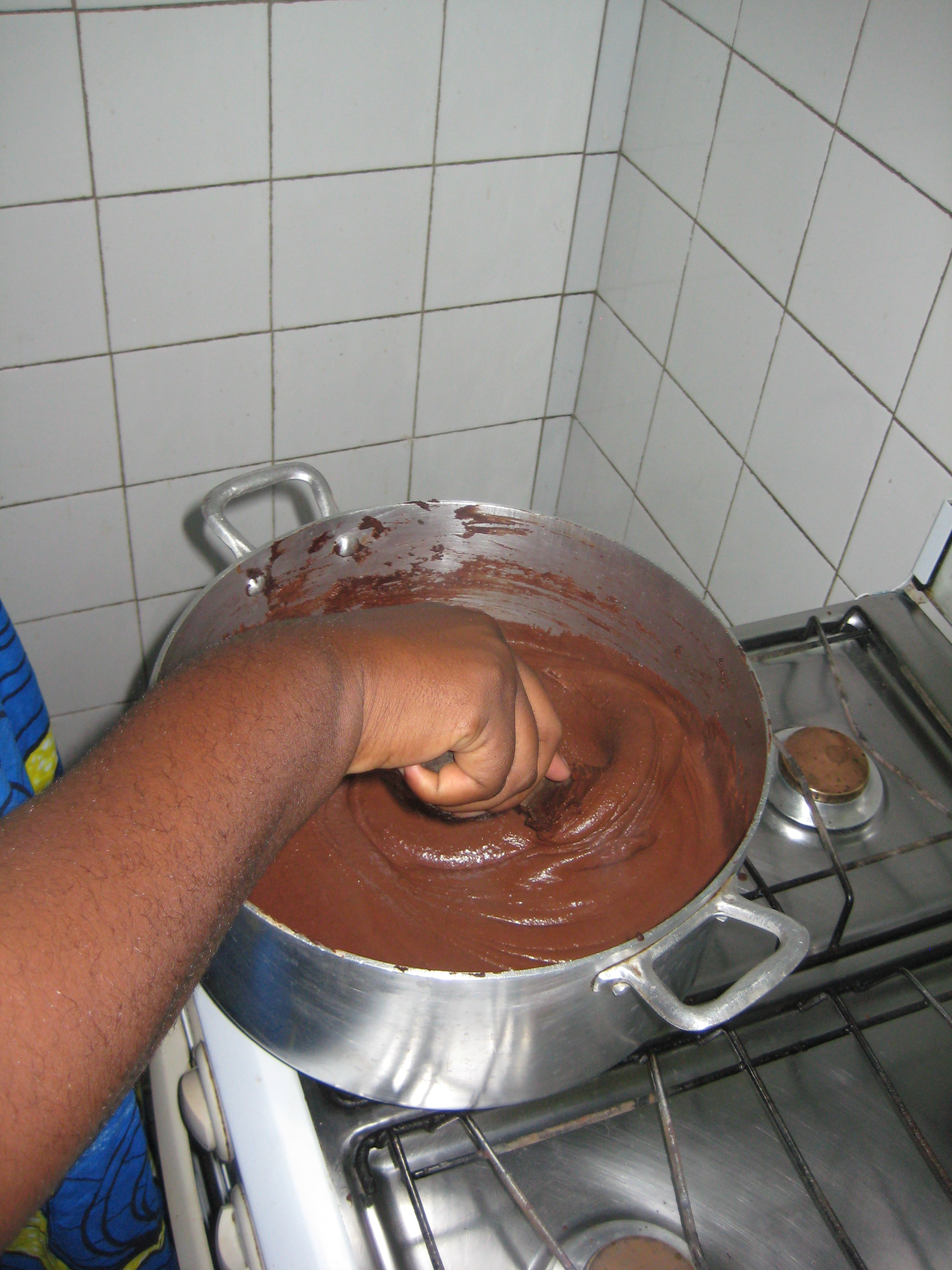
Schokolade
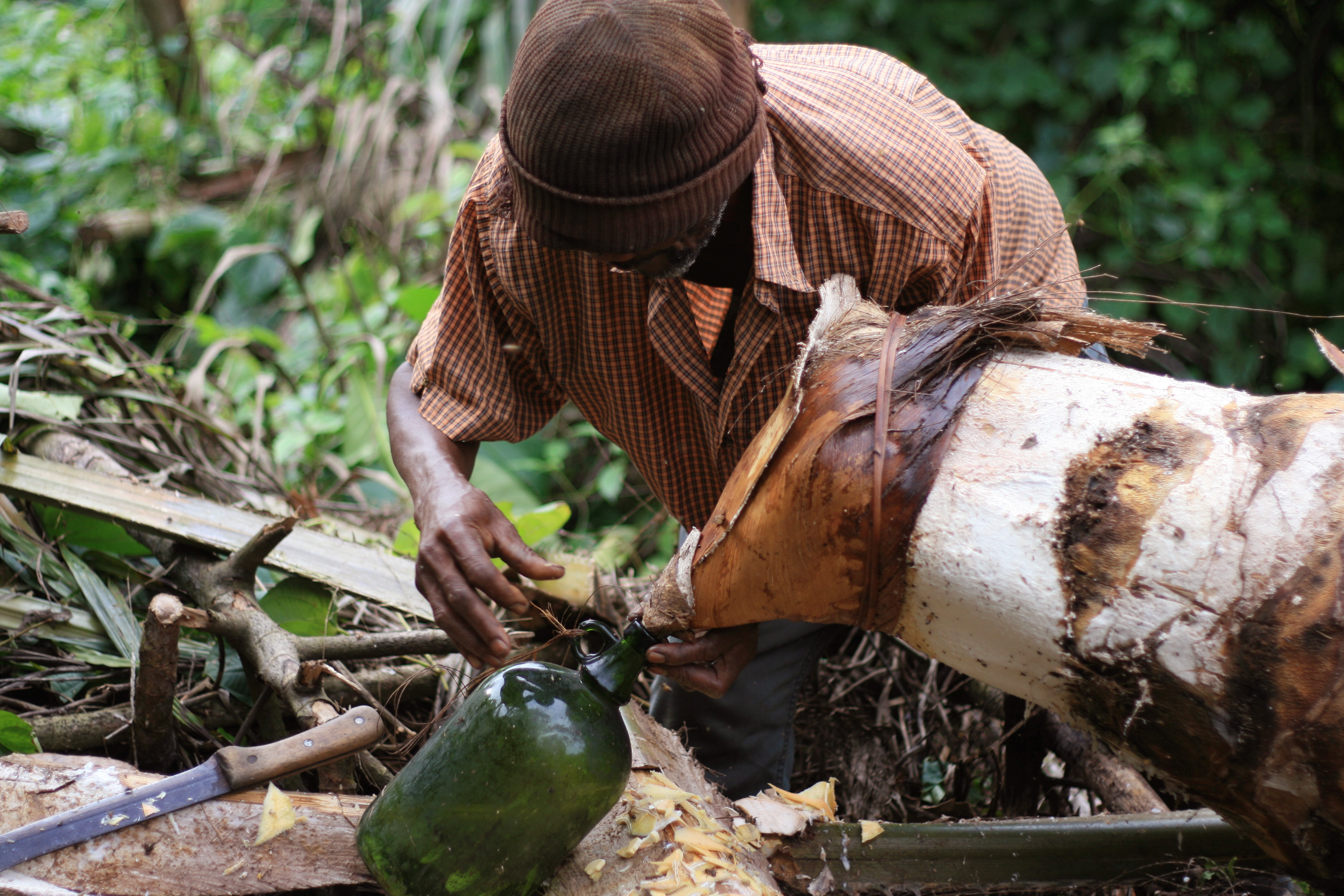
Palmwein

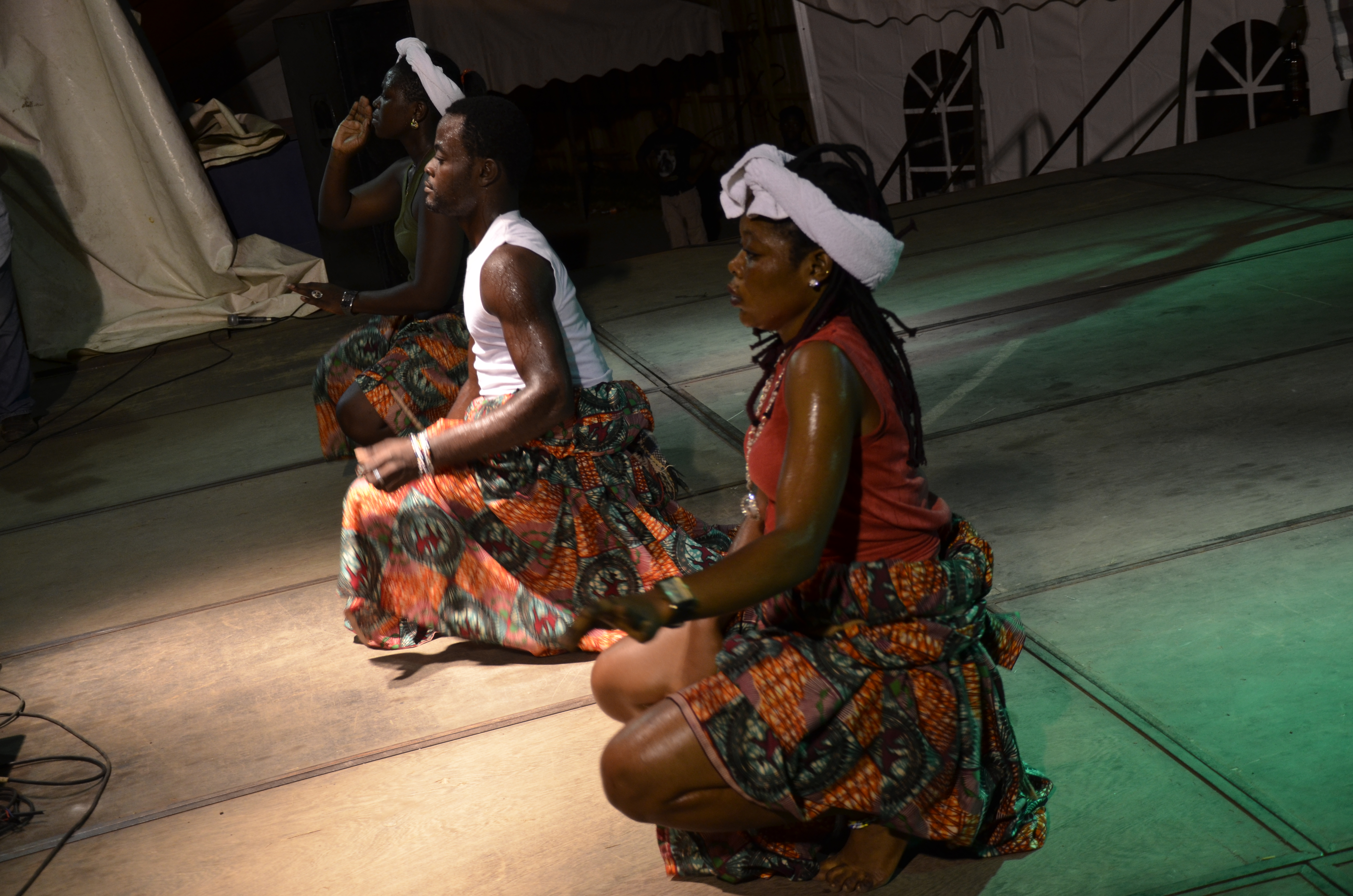
Assiko

- Die Rhythmen des Landes, mit den Ngola-Gesängen und dem Hüft-Tanz Assiko

- Die traditionelle Hochzeit in drei Schritten (Li bat Ngond, was so viel wie « Heiratsantrag » in der Sprache der Bassa bedeutet, li ti pôs oder « die Flasche geben » steht für die Verlobung und bijeck bi lon, « Nahrung der Familie » für die traditionelle Ehe)
- Die einheimischen Pflanzen, die eine wichtige Rolle in der Phytotherapie spielen

## Wirtschaft
2013 waren 179 Personen erwerbstätig. Der Großteil der Erwerbsmöglichkeiten bietet sich in der Landwirtschaft.

### Landwirtschaft
Die Landwirtschaft ist die wichtigste Einkommensquelle des Dorfes Tayap. Es wird auch mit Nichtholzprodukten gehandelt. Die wirtschaftlichen Aktivitäten konzentrieren sich vor allem auf die Landwirtschaft und die Erwerbswirtschaft (Kakao und Ölpalmen), die Bedarfswirtschaft (Kochbananen, Maniok, Tannia, Taro, Erdnuss, Bananen), den Obstanbau (Safou, Mango, Zitronen, Orangen, Grapefruit, Papaya, Kolanuss) und den Gemüseanbau (Piment, verschiedene Gemüse). Diese landwirtschaftlichen Erzeugnisse werden in Boumnyebel und in Yaoundé verkauft.

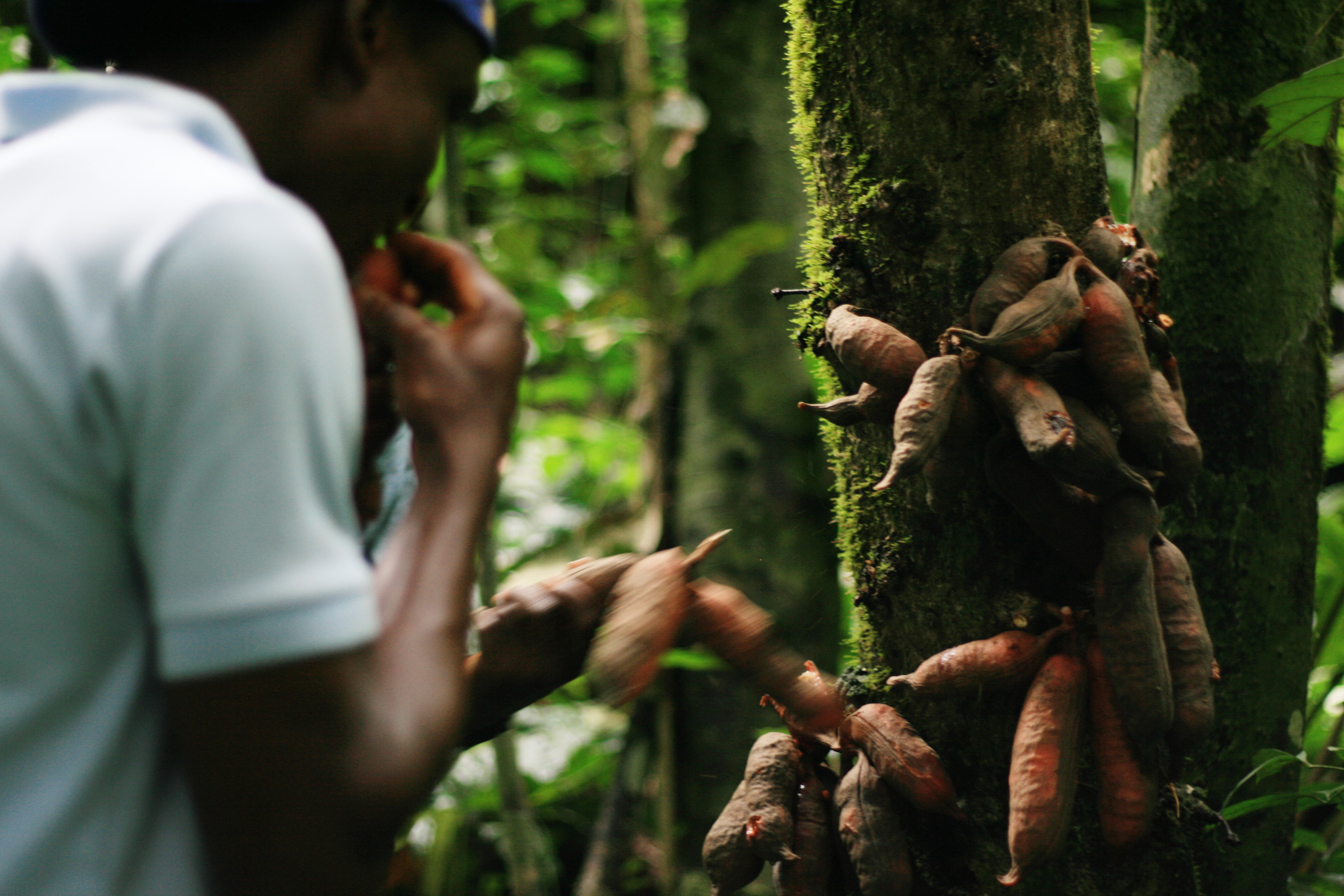
Nichtholzprodukte
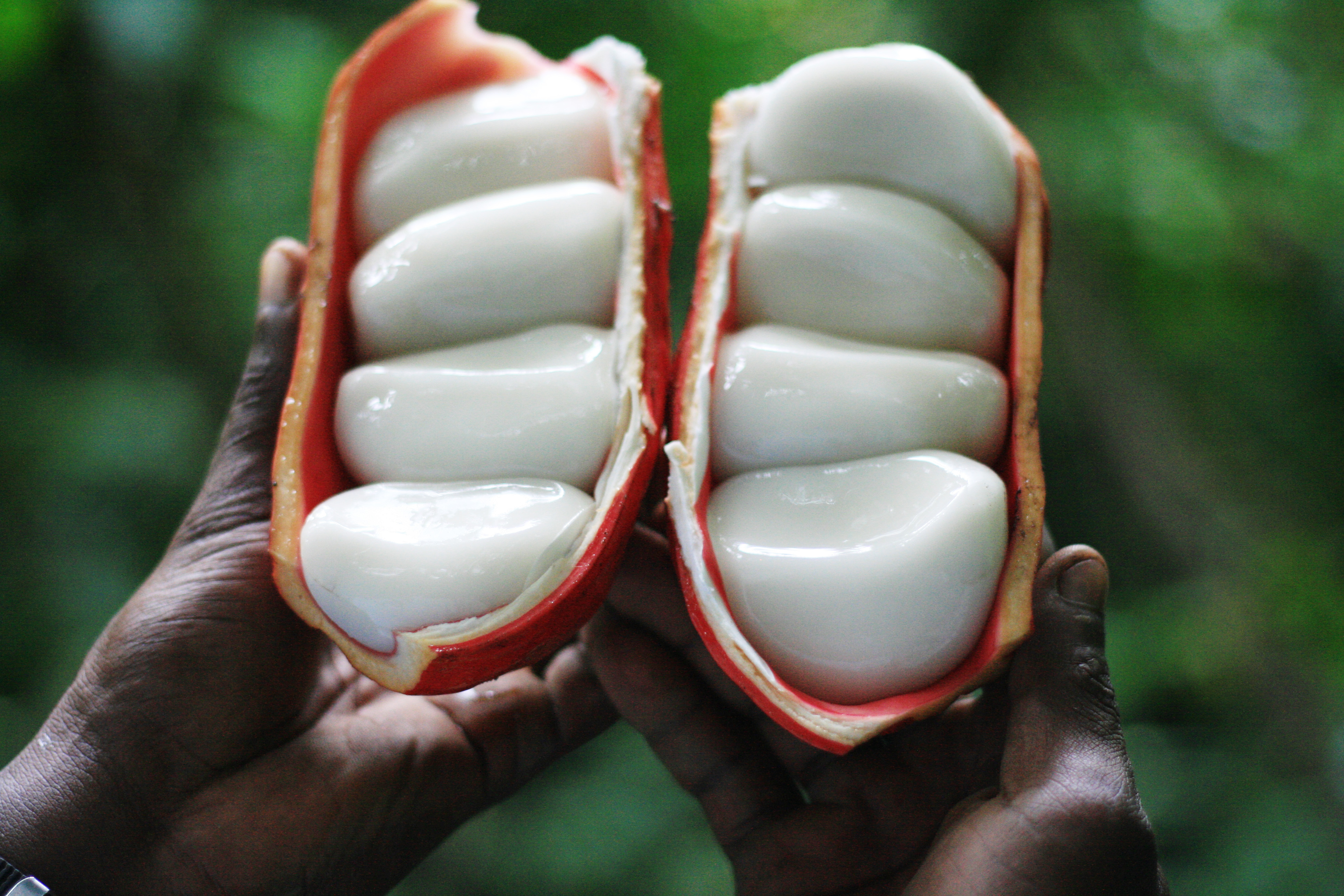
Kola-Frucht
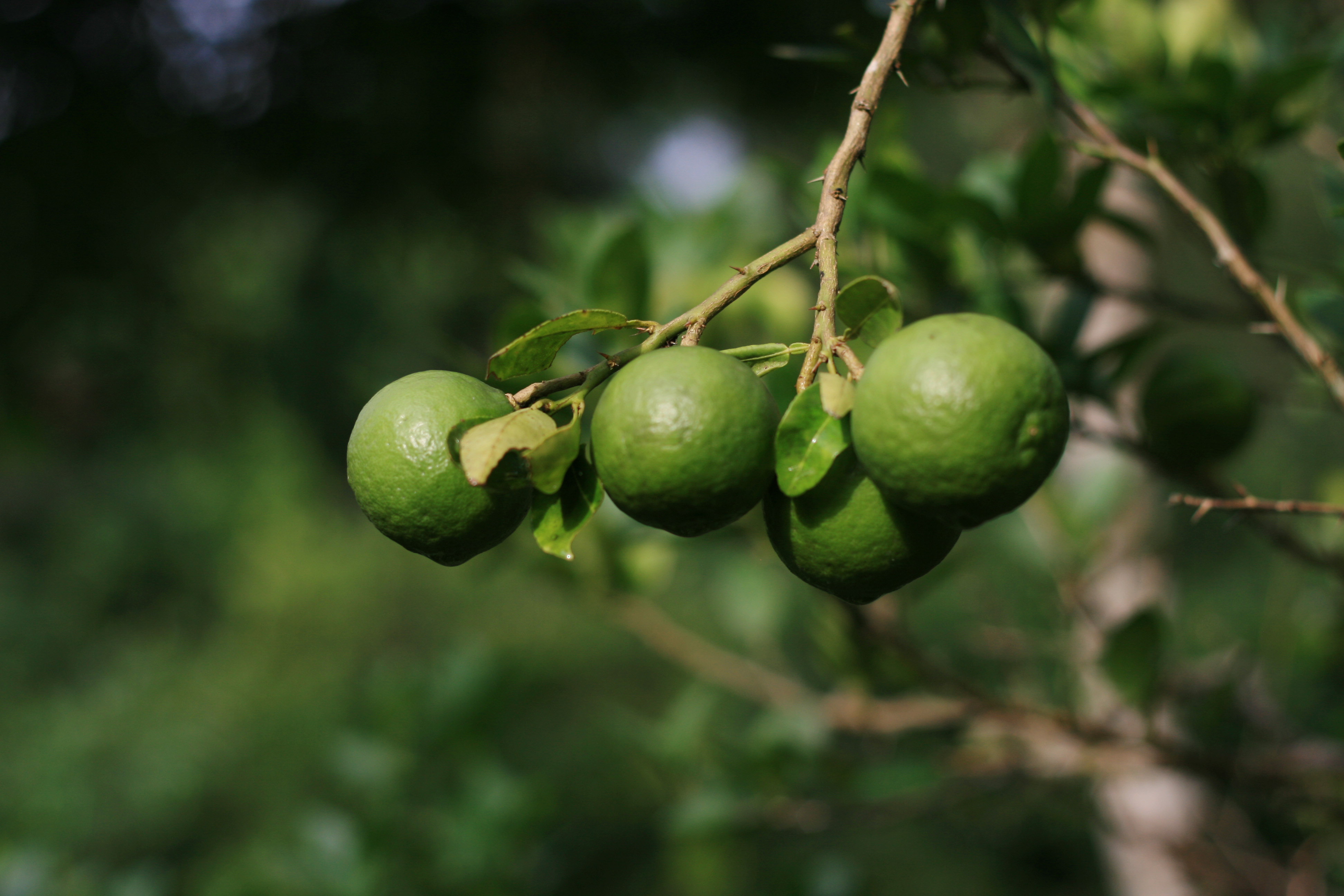
Orangen
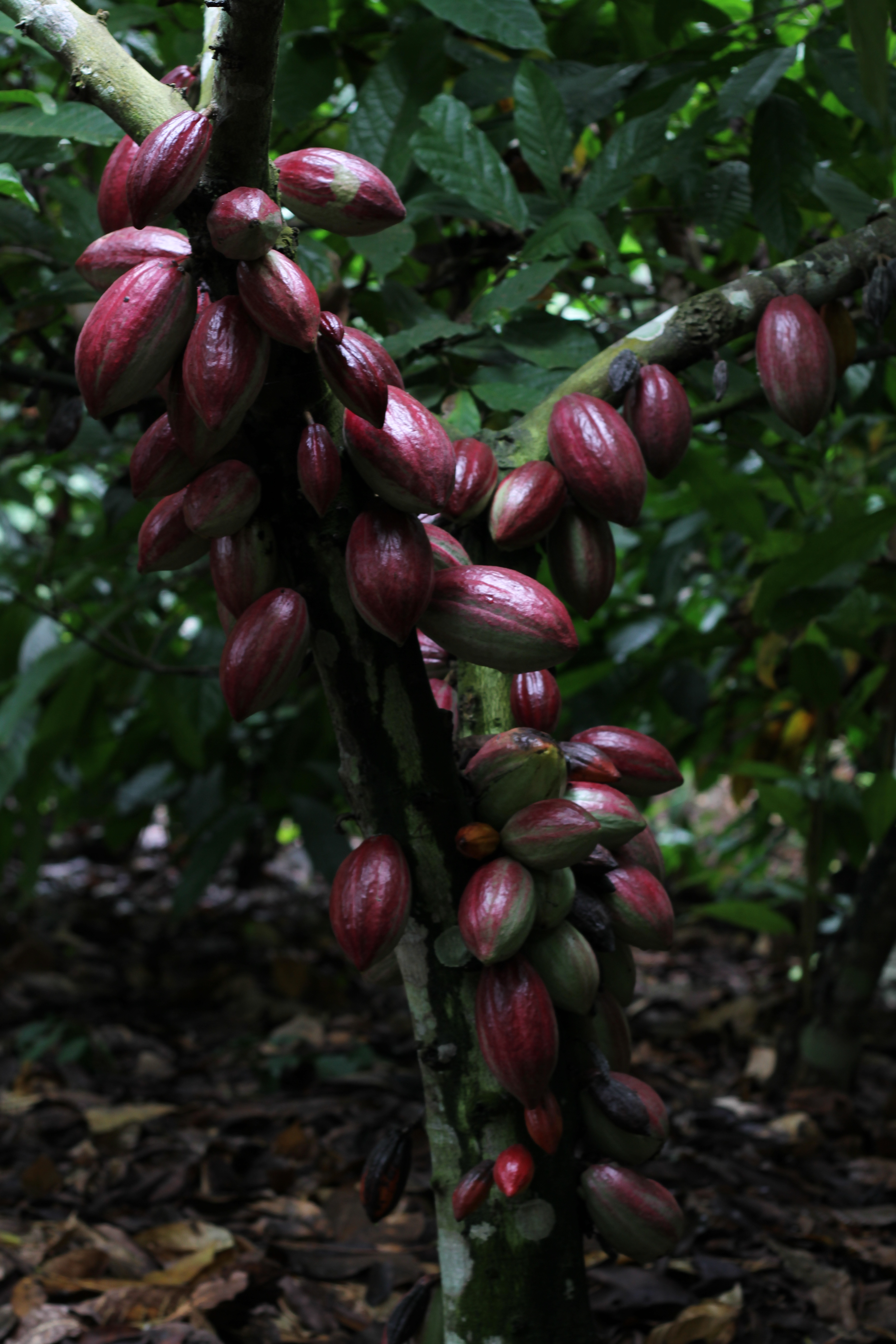
Kakao
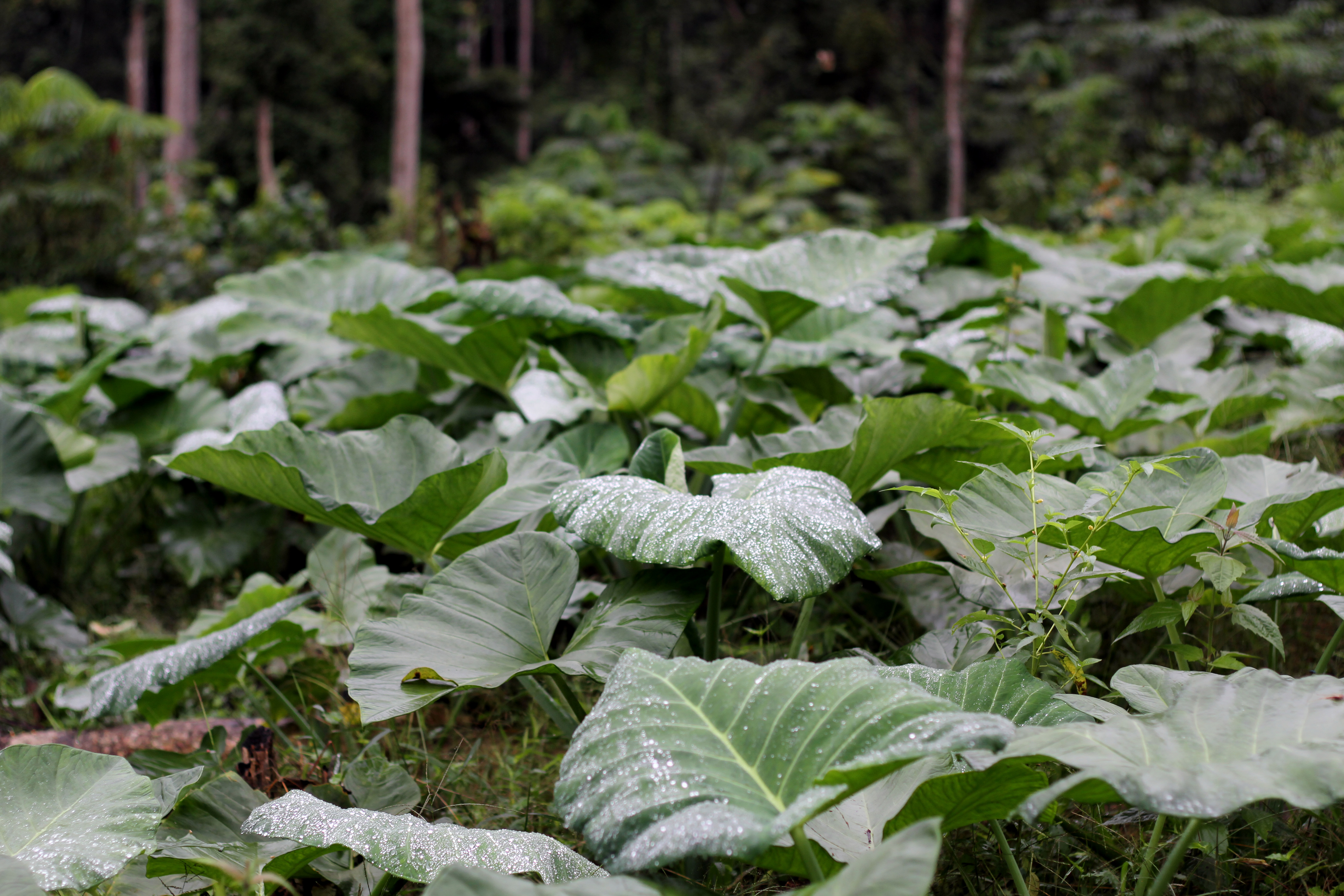
Tannia-Feld

### Andere Aktivitäten
Die Bewohner Tayaps betreiben auch Kleinviehzucht, Jagd und Fischerei. Tayap verfügt über sechs Pressen für die Palmölgewinnung und eine solidarische Mikrofinanzierung. Mit dem Bau von zwei Öko-Lodges und der Aufwertung der bestehenden Fremdenzimmer bietet der Ökotourismus eine weitere Einkommensquelle für das Dorf. Für einen Teil der Dorfbewohner trägt auch der illegale Holzeinschlag zum Lebensunterhalt bei.

### Lokale Entwicklungsinitiativen
Seit 2011 kommt in Tayap ein Pilotprogramm zur Förderung der Agrarökologie und des Ökotourismus zum Einsatz, welches die Artenvielfalt des Landes sowie die Entwicklung einkommensfördernder Aktivitäten für seine Bewohner unterstützen soll. Das Programm Les Vergers Écologiques de Tayap (Die Öko-Obstgärten von Tayap) erhält 2011 den SEED-Award (Supporting Entrepreneurs for Environment and Development), eine globale Partnerschaft für nachhaltige Entwicklung, die 2002 anlässlich des Weltgipfels für nachhaltige Entwicklung in Johannesburg. von UNEP, UNDP und der UICN ins Leben gerufen wurde.
Zwischen 2014 und 2015 wurden mit diesem Programm 110 Hektar Wald wieder aufgeforstet, drei themenbezogene Klassenfahrten für die Kinder des Ortes organisiert und einige «grüne» Arbeitsplätze für Jugendliche geschaffen. Um den Ökotourismus als alternative Einkommensquelle für die Dorfbewohner zu fördern, wurden zwei Öko-Ferienhäuser gebaut. Mit Unterstützung der Mikrokreditprogramme SGP/GEF des UNDP hat die Dorfgemeinschaft einen Umlauffond über 1 000 000 FCFA zur Verfügung gestellt, um den Frauen, über Mikrokredite, die Möglichkeit zu geben neue unternehmerische Aktivitäten zu erschaffen. Im Rahmen dieses Programms wurde ebenfalls eine Comics-Serie herausgegeben, welche die Geschichte der Entwicklung in Tayap und die Probleme, die durch Entwaldung und Brandrodung für die afrikanischen Dörfer entstehen, erklärt.
2015 wurde den «Vergers Écologiques de Tayap» von der AFD (Französische Entwicklungshilfe) und dem CIRAD (Zentrum für internationale Agrar-Forschung und Entwicklung) die Auszeichnung «Challenge Climat Agriculture et Forêts», Maßnahmen zur Milderung der Auswirkungen des Klimawandels in der Land- und Viehwirtschaft, verliehen. 2016 wurde dem Projekt der «ISTF Innovation Prize» der Yale University übergeben.

## Verkehr
Über die Staatsstraße, die diese Städte verbindet, liegt Tayap ungefähr eine Stunde von Yaoundé und zwei Stunden von Douala entfernt. Die Bahnstrecke Douala-Yaoundé führt nicht über Tayap.